# بارورسازی ابرها

باروری ابرها به کمک هوایپما یا ژنراتور زمینی

بارورسازی ابرها یا ابرآمایی تعدیل وضع هوا به وسیله افزودن مواد به داخل یک ابر با هدف تقویت تشکیل و رشد «بلورهای یخ» (Ice Crystal) در ابرهای سرد (بیشتر حجم ابر در دمای زیر صفر درجه سلسیوس است) و رشد قطرک‌های درون ابرهای گرم (بیشتر حجم ابر دارای دمای بالای صفر درجه سلسیوس) و در نتیجه افزایش بارش برف یا باران است. به عبارت دیگر باروری ابرها روشی برای تأثیرگذاری بر روی ابرهای طبیعی است که در آن با استفاده از مواد شیمیایی آب بیشتری از ابر به شکل باران یا برف درست می‌شود. بیشترین عواملی که در باروری ابرها برای تولید باران سرد و طرح‌های باروری ابرها برای تقویت بارش برف به کار می‌روند یدید نقره و یخ خشک (دی‌اکسید کربن منجمد) هستند. عواملی دیگر مانند گازهای مایع (به عنوان مثال نیتروژن مایع) نیز می‌توانند برای بارور کردن ابرها در این دسته مورد استفاده قرار گیرند.

## تعدیل آب و هوا
تعدیل وضع هوا تلاش بشر جهت ایجاد تغییر کوتاه‌مدت آب و هوای طبیعی است که در بیشتر مناطق دنیا به‌منظور افزایش بارش از ابرها، کاهش اثرات منفی «طوفان‌های تندری»، کاهش تگرگ از طوفان‌های تگرگ و از بین بردن مه در فرودگاه‌های پرترافیک یا بزرگراه‌ها انجام می‌شود. افزایش تقریبی۱۰ تا ۲۰ درصد بارندگی سالیانه، باعث افزایش بالا آمدن سطح آب رودخانه‌ها و دریاچه‌های مورد استفاده برای آشامیدن، کشاورزی و تولید نیروی برق‌آبی می‌شود. برای مثال در اندونزی هدف از باروری ابرها افزایش ذخیره آب مخازن برای استفاده در سال‌های خشکسالی، در استرالیا به وجود آمدن برف بیشتر، بهبود صنعت توریسم در ارتفاعات برفی و در چین، علاوه بر افزایش بارش، گاهی جهت کاهش دمای تابستان و در نتیجه کاهش مصرف برق برای تهویه مطبوع می‌باشد. از میان تمام کاربردهای تعدیل آب و هوا، بیشتر پروژه‌های عملیاتی بر افزایش بارش متمرکز است.

## تاریخچه
تأثیر بارورسازی ابرها برای اولین‌بار در تاریخ ۱۲ ژوئیه ۱۹۴۶ در آزمایشگاه تحقیقاتی شرکت جنرال الکتریک آمریکا توسط «وینسنت شیفر» مشاهده شد. او بلورهای «یخ خشک» با دمای ۷۸- درجه سانتی گراد را به داخل ابرهای مصنوعی تولیدشده که در اتاقک بودند رها کرد و مشاهده نمود قطرک‌های اَبَرسرد از طریق فرایند انجماد به بلور یخ تبدیل شده و به‌صورت برف در ته اتاقک ابر ریزش نمودند. بدین‌گونه شواهد آزمایشگاهی از بارور شدن ابرها به‌دست آمد. متعاقب آن در تاریخ ۱۳ نوامبر ۱۹۴۶ همزمان با این تحقیقات، دکتر لانگمویر برنده جایزه نوبل، یک آزمایش میدانی روی یک ابر پوششی روی کوه گریولاک در شرق شنکتدی متعلق به ایالت نیویورک انجام داد. دمای این ابر که در ارتفاعی حدود ۴۲۷۰ متر از سطح زمین قرار داشت ۲۰- درجه سانتی گراد بود. لانگمویر، ۳۶/۱ کیلوگرم یخ خشک را در مسیری خطی با طول حدود ۳ مایل روی این ابر پاشید و مشاهده کرد در مدت ۵ دقیقه تمامی محتوای آب ابر به برف تبدیل شد. برف حاصله در حدود ۲۰۰۰ پا زیر ابر ریزش نمود و به دلیل خشکی هوا قبل از رسیدن به زمین تبخیر شد. تحقیقات بعدی ثابت کرد هسته طبیعی غالب برای تشکیل هسته یخ در طبیعت، ذرات رس معدنی هستند که در دمای حدود ۱۵- درجه سانتی گراد یا پایین‌تر به‌عنوان هسته یخ‌ساز فعال می‌گردند. پس از استفاده از دانش باروری ابرها به‌عنوان یک فناوری جدید با کاربردهای عملی، لانگمویر تا زمان مرگش در تاریخ ۱۹۵۷، بر روی گسترش این فناوری به‌منظور حصول آب بیشتر از آسمان برای تبدیل مناطق مستعد خشک و بی‌حاصل جنوبی ایلات متحده آمریکا را به مراتع سرسبز و زمین‌های کشاورزی تلاش‌های بیشماری انجام داد. «سازمان تحقیقات صنعتی و علمی استرالیا» نیز در فوریه ۱۹۴۷ پس از اجرای عملیات باروری ابرها گزارش کرد اولین مورد باران ساخته دست بشر در نزدیکی بسارست رخ داده است. و
و اما در آنسوی دیگر در شرق اروپا مؤسسه رصدخانه آب و هواشناسی روسیه در اواخر سال ۱۹۴۱ بمنظور سرعت بخشیدن به توسعه، ساخت و تست مدل‌های جدید ابزارهای اندازه‌گیری پارامترهای هواشناسی جو بالا هواشناختی و بهبود کیفیت سونداژ جو در مسکو تأسیس شد. این رصدخانه برمبنای رصدخانه جو بالای مؤسسه مرکزی پیش‌بینی هوا با ۳۶ پرسنل راه‌اندازی شد. مؤسسه رصدخانه آب و هواشناسی روسیه پروژه‌های تحقیقاتی زیادی در زمینه هواشناسی و فیزیک جو انجام داده است که در بسیاری از آن‌ها پیشگام بوده است. امروزه این مؤسسه یکی از موسسات علمی برجسته و منظم اداره فدرال دیدبانی هیدرومتئولوژی و زیست‌محیطی روسیه می‌باشد. حوزه‌های تحقیقاتی آن بشرح زیر می‌باشد:
- سونداژ جوی سطوح بالا، توسعه روش‌های اندازه‌گیری و دیدبانی در محل و از راه دور پارامترهای جوی با استفاده از رادیوسوندها، راکت‌ها، آزمایشگاه‌های هوایی، رادار، لیدار و فضاپیما
- مطالعات آزمایشگاهی و تئوریکی فیزیک و شیمی جو آزاد، مکانیزم‌های تشکیل ابر و بارندگی با هدف بهبود روش‌های پیش‌بینی وضع هوا و توسعه روش‌های تعدیل آب و هوا
- مطالعه و دیدبانی وضعیت لایه ازن جو

بخش فیزیک ابر و تعدیل آب و هوا، مؤسسه رصدخانه آب و هواشناسی روسیه، طیف وسیعی از مطالعات در زمینه فرایندهای تشکیل بارش در انواع مختلف ابرها را انجام می‌دهد. این مطالعات بمنظور توسعه روش‌های کنترل بارندگی اعم از افزایش یا کاهش صورت می‌گیرد. فناوری افزایش بارندگی که در روسیه ابداع شد هم در خود کشور و هم در دیگر کشورها از قبیل کوبا، سوریه و ایران مورد استفاده قرار گرفت. علاوه بر این فناوری دیگری نیز برای جلوگیری یا کاهش قابل ملاحظه بارندگی به منظور ایجاد مصنوعی شرایط آب و هوایی مناسب در شهرهای بزرگ از قبیل مسکو، سن پترزبورگ، تاشکند، آستانه، کازان در زمان برگزاری جشن‌های مردمی و رویدادهای مهم اجتماعی و ورزشی ایجاد شده است.
| نام کشور یا ایالت      | دوره و سال پروژه                                                                                    | محل تأمین اعتبار | مجری پروژه | هدف پروژه | نوع پروژه            | روش باروری               | نوع باروری                            | مواد باروری                                                                                         |
| ---------------------- | --------------------------------------------------------------------------------------------------- | --- | --- | --- | -------------------- | ------------------------ | ------------------------------------- | --------------------------------------------------------------------------------------------------- |
| نوادا                  | ۱۹۶۰ تاکنون به جز سال‌های بسیار پرباران                                                              | تأمین تجهیزات: اداره احیای اراضی آمریکا | بخش علوم جوی مؤسسه تحقیقات بیابانی عملیات پروازی توسط انجمن تعدیل آب و هوا                                                                                     | -- | تحقیقاتی- عملیاتی    | زمینی                    | زمستانه                               | یدید نقره-یدیدسدیم و نمک محلول در استن                                                              |
| کالیفرنیا              | ۱۹۴۸ تا کنون به جز سال‌های بسیار پربارا ن                                                            | شرکت برق – مدیریت گاز و برق | شرکت مدیریت منابع آب | افزایش برف زمستانه بر روی ارتفاعات جهت تولید برق، آبیاری، کشاورزی، تولید نیروی برق آبی، تفریح و رفاه عمومی، استفاده صنعتی و شهری، تأمین آب رودخانه کلرادو | تحقیقاتی- عملیاتی    | زمینی و هوایی            | زمستانه                               | یدید نقره و در چند مورد پروپان مایع و مواد جاذب الرطوبه                                             |
| سانتاباربارا کالیفرنیا | ۱۹۶۰–۱۹۵۷ و ۱۹۶۳–۱۹۶۰ (سانتا باربارا-۱)، ۱۹۷۳–۱۹۶۷(سانتا باربارا-۲)، ۲۰۰۲–۲۰۰۱ و پس از آن (عملیاتی) | استان‌های سانتاباربارا و ونچورا، بنیاد ملی علوم سازمان هواشناسی آمریکا و اداره جنگل‌بانی ایالات متحده (سانتا باربارا -۱) - مرکز تسلیحات نیروی دریایی China Lake کالیفرنیا (سانتا باربارا -۲) | شرکت مشاور هواشناسی آمریکای شمالی – دولت کالیفرنیا، دانشگاه کالیفرنیا (سانتا باربارا -۱) شرکت هواشناسی آمریکای شمالی (سانتا باربارا -۲)                        | تأمین آب شرب و کشاورزی | تحقیقاتی- عملیاتی    | زمینی و هوایی            | زمستانه                               | یدید نقره و استن- یدید نقره                                                                         |
| داکوتای شمالی          | ۱۹۵۱ و ۱۹۶۱ تاکنون                                                                                  | تأمین خلبانان، هواشناسان، رادارها، فلرها و مواد شیمیایی: اداره منابع آب جوی داکوتای شمالی                                                                                                  | انجمن تعدیل آب و هوا و اداره منابع آب | افزایش بارش و کاهش تگرگ | تحقیقاتی- عملیاتی    | ابتدا زمینی، اکنون هوایی | زمستانه و تابستانه                    | یخ خشک - یدید نقره                                                                                  |
| یوتا                   | از ۱۹۵۱ تاکنون، تاریخ شکل‌گیری: ۱۹۷۳ با وضع قانون                                                    | درآمد مالیاتی استان‌ها و منابع مالی ایالت (هر سال متغیر بین ۳۰ تا ۵۰٪ ایالت تا سقف ۱۵۰۰۰۰ دلار آمریکا از بودجه‌های عمرانی)                                                                   | مدیریت منابع آب با کمک مؤسسه تحقیقات هواشناسی و سازمان هواشناسی آمریکا                                                                                         | تابستانه: افزایش بارش و جلوگیری از تگرگ و زمستانه: افزایش رواناب بهار و تابستان به منظور تأمین آب کشاورزی و آب شهری | تحقیقاتی- عملیاتی    | زمینی                    | زمستانه و تابستانه                    | ترکیب ۳٪ محلول یدید نقره با محلول یدیدسدیم و پارادیکلروبنزن در استن که در شعله پروپان سوخته می‌شوند. |
| آیداهو                 | از ۱۹۹۳ تاکنون                                                                                      | تأمین هواپیما توسط انجمن تعدیل آب و هوا | -- | -افزایش برف رشته کوه‌های واقع در حوزه آبریز منطقه -تغذیه سدهای موجود جهت تأمین برق | تحقیقاتی- عملیاتی    | زمینی و هوایی            | زمستانه                               | -یدید نقره -یخ خشک سپس یدید نقره                                                                    |
| استرالیا               | ۱۹۴۷ تاکنون ابتدا به‌طور ناپیوسته و اکنون پیوسته                                                     | سازمان آب استرالیا | سازمان آب استرالیا | -- | تحقیقاتی- عملیاتی    | --                       | --                                    | --                                                                                                  |
| چین [۵]                | ۱۹۵۸ تاکنون                                                                                         | دولت‌های محلی | سازمان هواشناسی منطقه‌ای | جلوگیری از تگرگ، افزایش بارش، برطرف کردن مه، جلوگیری از آتش جنگل و حفاظت محصولات در برابر سرمای شدید ناشی از برف زمستانه | تحقیقاتی- عملیاتی    | --                       | --                                    | --                                                                                                  |
| تایلند                 | ۱۹۶۰ و ۱۹۸۹ تاکنون                                                                                  | دولت چین | اداره دولتی تولید بارش و هواشناسی کشاورزی | ۱- فوریه تا آوریل: خاموش نمودن آتش جنگل‌ها ۲- می‌تا اکتبر: ۳-برای اهداف کشاورزی سپتامبر تا اکتبر: پر نمودن مخازن آب | عملیاتی- تحقیقاتی    | زمینی و هوایی            | شمال: بهار و جنوب :زمستانه و تابستانه | زمستانه: یخ خشک، نیتروژن مایع، یدید نقره تابستانه: نمک معمولی، کلرید سدیم و اوره                    |
| کره جنوبی              | ۱۹۶۸ و ۱۹۹۸–۱۹۹۵، ۲۰۰۳–۲۰۰۱ و ۲۰۰۵–۲۰۰۳، ۲۰۱۰–۲۰۰۶                                                  | دولت اندونزی | وزارت علوم و تکنولوژی کره | برطرف نمودن مه و افزایش بارش | تحقیقاتی– عملیاتی    | هوایی                    | --                                    | یدید نقره و یخ خشک                                                                                  |
| اندونزی                | عملیاتی: مارس تا می ۲۰۰۵ و سال ۲۰۰۷ و تحقیقاتی: آوریل تا می ۲۰۰۵                                    | دولت اندونزی | سازمان فنی تعدیل آب و هوای اندونزی و انجمن تعدیل آب و هوا | ارزیابی عملکرد باروری ابرها، پرکردن دریاچه سد تأمین‌کننده نیروی برق معدن نیکل و تأمین آب شرب | عملیاتی- تحقیقاتی    | زمینی و هوایی            | --                                    | یدید نقره و یخ خشک                                                                                  |
| ترکیه [۱۹]             | ۱۹۸۹–۱۹۹۲ استانبول، ۱۹۹۲–۱۹۹۰ ازمیر                                                                 | کمپانی مواد شیمیایی Petkim در منطقه عالیگه در ازمیر و تأمین هواپیما و کلیه تجهیزات پشتیبانی عملیات باروری توسط انجمن تعدیل آب و هوا                                                        | انجمن تعدیل آب و هوا | افزایش بارش در استانبول، افزایش آب دریاچه کارخانه مواد شیمیایی | عملیاتی              | هوایی                    | زمستانه و تابستانه                    | پودر نمک طعام و یدید نقره                                                                           |
| مالی [19]              | ۱۹۹۸ و ۲۰۰۹–۲۰۰۶                                                                                    | دولت مالی | انجمن تعدیل آب و هوا و بخش علوم جوی دانشگاه داکوتای شمالی | تحقیقات در خصوص تعیین اثربخشی و انتخاب بهترین روش باروری و تأثیر آئروسل‌ها و میکروفیزیک ابر روی شناوری، همگرایی، تشدید همرفتی و پتانسیل افزایش بارش طبیعی | تحقیقاتی             | هوایی                    | زمستانه                               | یدید نقره                                                                                           |
| ژاپن [۵]               | ۱۹۴۷ تا ۱۹۹۷                                                                                        | -- | شرکت برق و سازمان آب توکیو | ۱-افزایش بارش برف در مناطق حوزه آبریز سدها در مرکز ژاپن ۲-طرحهای عملیاتی و تحقیقاتی جدا شدند. ۳- باروری ابر گرم در ناحیه کیوشو ۳- آزمایش تصادفی افزایش بارش | عملیاتی– تحقیقاتی    | هوایی                    | تابستانه                              | مواد جاذب الرطوبه و هسته‌های یخ ساز                                                                  |
| اسرائیل [۵]            | ۱۹۴۸، ۱۹۵۲، ۶۷–۱۹۶۱، ۱۹۶۹، ۷۵–۱۹۶۹                                                                  | - | نیروی هوائی و وزارت کشاورزی | ۱- تصادفی کردن آزمایش‌های افزایش بارش ۲- شروع دوباره برنامه‌های راندمی ۳- افزایش بارش | عملیاتی-تحقیقاتی     | هوایی و زمینی            | --                                    | یخ خشک و یدید نقره                                                                                  |
| عربستان سعودی          | زمستانه: نوامبر تا می ۲۰۰۹–۲۰۰۷ و تابستانه: ژوئن تا سپتامبر ۲۰۰۸ و ژولای تا اوت ۲۰۰۹                | دولت عربستان | مرکز ملی تحقیقات جوی (NCAR)، دانشگاه A&M تگزاس (TAMU)، دانشگاه Witwatersrand در آفریقای جنوبی (WITS)، دانشگاه ایالت آریزونا و انجمن تعدیل آب و هوا             | بررسی کلیماتولوژی ابر و بارندگی، مطالعات آئروسل‌های جوی و میکروفیزیک ابر، مطالعات مدلسازی عددی، آنالیز کمی بارش، مطالعات رادار پلاریمتریک و آموزش و انتقال تکنولوژی به کارشناسان عربستان سعودی                                                                          | تحقیقاتی-امکان‌سنجی   | هوایی                    | زمستانه و تابستانه                    | -                                                                                                   |
| امارات متحده عربی      | زمستانه: ۱ ژانویه ۲۰۰۱ تا ۳۱ مارس ۲۰۰۱ و ۲۰۰۲ و تابستانه: ۱۵ ژوئن تا ۱۵ سپتامبر ۲۰۰۱ و ۲۰۰۲         | مؤسسه مطالعات منابع آب امارات متحده عربی به نام DWRS | مؤسسه مطالعات منابع آب امارات متحده عربی با کمک مؤسسه علمی از جمله دانشگاه Wiwotersrand در آفریقای جنوبی، مؤسسه Mines در داکوتای جنوبی و دانشگاه ایالت آریزونا | -مرتب‌کردن داده‌های موجود و جمع‌آوری داده‌های معین در مورد ابرها و بارندگی -بررسی زمینه طبیعی و تغییرپذیری آئروسل‌ها در منطقه -ایجاد و توسعه مدل‌های عددی برای شبیه‌سازی ابرهای امارات متحده عربی -شناخت هیدرولوژیکی امارات جهت پردازش اثرات بارندگی بر روی منابع آب زیرزمینی | تحقیقاتی - امکان‌سنجی | هوایی                    | زمستانه و تابستانه                    | مواد جاذب الرطوبه                                                                                   |
| سوریه                  | ۱۹۹۱ تاکنون                                                                                         | دولت سوریه-وزارت کشاورزی | ابتدا مؤسسه روسی CAO، سپس مرکز باروری ابرهای روسیه وابسته به وزارت کشاورزی                                                                                     | افزایش آب کشاورزی و شرب | عملیاتی              | هوایی                    | زمستانه                               | یدید نقره                                                                                           |
| ایران                  | ۱۹۹۹ تاکنون به‌طور ناپیوسته                                                                          | دولت ایران-وزارت نیرو | ابتدا مؤسسه روسی CAO، سپس مرکز باروری ابرهای ایران وابسته به وزارت نیرو                                                                                        | افزایش بارش | عملیاتی              | هوایی                    | زمستانه                               | یدید نقره- نیتروژن مایع                                                                             |

## باروری ابرها چگونه عمل می‌کند؟
در باروری ابر سرد ورود ماده‌ای هسته ساز مانند یدید نقره، که دارای ساختار کریستالی شبیه به یخ است بدون سرد کردن محیط باعث انجماد قطرک‌های اَبَر سرد می‌شود (هسته‌سازی ناهمگن). اما یخ خشک یا نیتروژن مایع محیط اطراف خود را به حدی سرد می‌کنند که بلورهای یخ می‌توانند خود به خود از فاز بخار هسته‌سازی کنند. برخلاف باروری با یدید نقره، این هسته سازی خود به خودی، نیازی به وجود هیچ قطرک یا ذره‌ای ندارد چرا که این روش فوق اشباع بسیار بالایی در نزدیکی ماده باروری ایجاد می‌کند. اساس باروری ابرها بخصوص در عرض‌های میانی، بر اختلاف فشار بخار اشباع روی آب و یخ است؛ بنابراین هنگامی که ذرات یخ در ابرهای فوق سرد شکل می‌گیرند، به دلیل فشار بخار اشباع کمترشان نسبت به قطرک‌های آب، در مجاورت این قطرات مایع رشد کنند. اگر ذرات به اندازه کافی رشد کنند به صورت برف (یا، اگر ذوب رخ دهد، باران) از ابرها سقوط می‌کنند در غیر این صورت بارشی رخ نمی‌دهد. این فرایند به عنوان «باروری استاتیکی» شناخته می‌شود. در استراتژی باروری «دینامیکی» فرض بر این است که گرمای نهان اضافی ناشی از تغییر فاز مایع به جامد در ابر، باعث افزایش شناوری، تقویت جریانات بالارونده، تضمین بیشتر همگرایی سطوح پایین و در نهایت رشد سریع ابرهای منتخب می‌شود. مواد شیمیایی باروری ابر ممکن است توسط هواپیما یا توسط دستگاه‌های پخش‌کننده واقع بر روی زمین (ژنراتورها) وارد ابر شوند. در روش باروری با هواپیما، یدید نقره در هنگام پرواز هواپیما در داخل ابر سوزانده و پخش می‌شوند. در باروری با ژنراتورهای زمینی، ذرات ریز پس از خروج از ژنراتور توسط جریان هوا در مسیر باد و به سمت بالا قرار گرفته و وارد ابر می‌شوند و بارور می‌شوند.

## مواد مورد استفاده
مواد مورد استفاده در پروژه‌های باروری ابرها که «عامل‌های باروری ابرها» نیز نامیده می‌شوند بسته به نوع ابر و فرایندهایی که در رشد قطرک‌های ابر شرکت می‌کنند به دو گروه «مواد یخ‌ساز» و «مواد نم‌گیر» تقسیم می‌شوند. عامل‌های یخ‌ساز در ابرهایی که دارای ساختار مایع به‌صورت آب اَبَرسرد هستند موجب ایجاد بلورهای یخ می‌شوند. این عامل‌ها عبارتند از یدید نقره، یخ خشک، «پروپان مایع»، «نیتروژن مایع»، «دی‌اکسیدکربن مایع» و برخی مواد آلی. از بین این مواد، یدید نقره و یخ خشک (دی‌اکسید کربن جامد) متداول‌ترین عامل‌های مورد استفاده در باروری ابرهای سرد هستند. عامل‌های نم‌گیر در ابرهای گرم به دلیل داشتن قابلیت جذب رطوبت، آب محتوی ابر را جذب کرده و رشد می‌کنند و موجب ریزش باران می‌گردند. نمک، اوره و نیترات آمونیوم از جمله این عامل‌ها هستند.

## فناوری تعدیل آب و هوا از نگاه سازمان و انجمن‌های معتبر جهانی
با توجه به اهمیت و گستردگی برنامه‌های تعدیل آب و هوا در دنیا و استقبال بسیاری کشورها از این فناوری، طی ۵۰ سال گذشته عمدتاً چهار انجمن و سازمان معتبر اعم از سازمان هواشناسی جهانی، جامعه مهندسین عمران آمریکا، انجمن تعدیل آب و هوای آمریکا و انجمن هواشناسی آمریکا بسیاری از فعالیت‌های تعدیل آب و هوا را هدایت و نظارت می‌کنند که هریک از این انجمن‌ها جنبه‌های خاصی از فعالیت‌های تعدیل آب و هوا را مورد توجه قرار داده‌اند. گزیده‌ای از نکات و مطالب مهم بیانیه‌های منتشر شده به شرح زیر است:
1. بایستی به تعدیل آب و هوا به عنوان بخشی از استراتژی مدیریت یکپارچه منابع آب نگاه شود.[۳۶]
2. امکان تغییرات گسترده ساختار ابرها از منطقه‌ای به منطقه دیگر وجود دارد. از اینرو نتایج باروری در یک منطقه جغرافیایی را نمی‌توان به منطقه دیگر تعمیم داد.[۳۶]
3. پیامدهای ناخواسته باروری ابرها از جمله اثرات پایین دست باد یا اثرات زیست‌محیطی و اکولوژیکی آن ثابت نشده‌اند، اما نمی‌توان رد کرد.[۳۶]
4. قابلیت تأثیرگذاری بر ریزساختارهای ابر از طریق مشاهدات آزمایشگاهی، شبیه‌سازی مدل‌های عددی و اندازه‌گیری‌های فیزیکی در برخی سیستم‌های طبیعی همچون مه، ابرهای لایه‌ای و ابرهای کومولوسی تأیید شده است اما، شواهد فیزیکی مستقیم در مورد اینکه بارندگی، تگرگ، رعد و برق یا باد می‌توانند توسط روش‌های مصنوعی به‌طور قابل توجهی تعدیل شوند، محدود می‌باشد.[۳۶]
5. پیچیدگی و تغییرپذیری ابرها، شناخت و آشکارسازی تأثیر تعدیل مصنوعی آب و هوا را با مشکلات بزرگی مواجه ساخته است. توسعه تجهیزات جدید از جمله هواپیمای مجهز به سیستم‌های اندازه‌گیری ریزفیزیکی و جریان هوا، رادارها با قابلیت داپلر و قطبش‌پذیری، ماهواره‌ها، تابش‌سنج‌های میکروویو، اندازه‌گیرهای نیمرخ باد، شبکه‌های خودکار باران‌سنجی، شبکه میان‌مقیاس ایستگاه‌ها، سیستم‌های پیشرفته رایانه‌ای با قابلیت پردازش مقادیر زیاد اطلاعات، مجموعه داده‌های جدید با قابلیت کاربرد در مدل‌های عددی پیچیده ابر می‌تواند در آزمون فرضیه‌های متعدد تعدیل آب و هوا، مطالعه بر روی مواد شیمیایی و تراشه‌ها در جهت شناسایی جریان هوا به درون و به خارج ابر و منبع یخ یا هسته‌سازی جاذب‌الرطوبه به عنوان عامل باروری و نیز به اقلیم‌شناسی بهتر ابرها و بارندگی قبل از آغاز پروژه‌های تعدیل آب و هوا کمک نماید.[۳۶]
6. مطالعات منتشر شده حاکی از این است که تاکنون یدید نقره هیچگونه تأثیر معنی داری بر سلامت و محیط زیست مردم نداشته است. با این وجود بایستی در تمام طرح‌هایی که از یدید نقره یا هر ماده دیگر استفاده می‌شود ارزیابی اولیه‌ای از اثرات بالقوه آن ماده روی محیط زیست یا سلامتی مردم ضمیمه گردد.[۳۶]
7. تأکید می‌شود انرژی موجود در سیستم‌های آب و هوایی به قدری زیاد است که خلق سیستم‌های ابری باران‌زا، تغییر الگوی باد به منظور آوردن بخارآب به یک منطقه یا حذف کامل پدیده‌های جوی شدید غیرممکن است و لذا تکنولوژی‌های تعدیل آب و هوایی که مدعی حصول این اثرات بزرگ مقیاس و چشمگیر می‌باشند (از جمله توپ تگرگ و روش‌های یونیزاسیون) پایه علمی نداشته و بایستی با تردید با آن‌ها برخورد نمود.[۳۶]

افزایش تقاضای آب در اثر افزایش جمعیت و موضوعات زیست‌محیطی، منابع جهانی آب را تحت فشار قرار داده است و لذا مدیریت و طراحی دقیق و مناسب آب جوی می‌تواند پتانسیلی برای افزایش قابل ملاحظه منابع آب طبیعی توأم با کاهش هزینه‌های زاید در ایجاد امکانات جدید باشد.

## در ایران
در سال ۱۳۴۶ دولت ایران تلاش کرد به کمک آمریکایی‌ها ابرهای ایران را بارور کنند اما نتیجه‌ای نداشت. سپس در سال ۱۳۴۷ در ماده ۱۹ قانون آب و نحوه ملی‌شدن آن، وزارت آب و برق وقت مکلف شد آب مورد نیاز کشور را به روش‌های مختلف از جمله باروری ابرها تأمین کند، بر همین اساس وزارت نیرو بین سال‌های ۱۳۵۳ تا ۱۳۵۷، با همکاری یک‌شرکت کانادایی و با استفاده از هواپیما و ترکیب یدید نقره، ابرهایی را که روی منطقه سد کرج و جاجرود بودند، بارور می‌کرد.
بعد از انقلاب ۱۳۵۷ در سال‌های ۱۳۶۸ الی ۱۳۷۴ باروری ابرها به صورت پراکنده و با استفاده از ژنراتورهای زمینی در ارتفاعات شیرکوه یزد به اجرا درآمد. سپس با ابلاغ وزیر وقت نیرو در بهمن ماه ۱۳۷۵، مرکز ملی تحقیقات و مطالعات باروری ابرها در یزد تأسیس و از سال ۱۳۷۶ رسماً آغاز به کار کرد. پس از تشکیل این مرکز، از سال ۱۳۷۷ با همکاری رصدخانه آب و هواشناسی روسیه انتقال تکنولوژی باروری ابرها به ایران در قالب یک طرح ۵ ساله شامل اجرای پروژه‌های باروری ابرها (یزد-۱، یزد-۲، یزد-۳ و یزد-۵)، تجهیز مرکز به امکانات و تجهیزات لازم (تجهیز دو فروند هواپیمای آنتونوف ۲۶ به تجهیزات شلیک پیروپاترون‌های یدید نقره و تزریق نیتروژن مایع و نصب و راه‌اندازی سه دستگاه رادار هواشناسی آکسوپری) و آموزش پرسنل ایرانی در قالب سه گروه عملیات پروازی، رادار و تجهیزات، مطالعات و ارزیابی صورت پذیرفت. پس از پایان ۵ دوره اجرای طرح باروری ابرها که با حضور متخصصین روسی به همراه انتقال تکنولوژی و آموزش کارشناسان صورت پذیرفت اولین پروژه اجرای مستقل توسط کارشناسان ایرانی در تابستان ۱۳۸۷ در استان گیلان به انجام گرفت. این مرکز از آن زمان تاکنون پروژه‌های متعدد اجرایی و مطالعاتی باروری ابرها در مناطق مختلف کشور به اجرا گذاشته است.

## معایب بارورسازی ابرها به شکل پاشش مواد
شاید به جرات بتوان پاشیدن مواد به ویژه یدید نقره را عدم تأثیرگذاری مستقیم و عدم توانائی در کنترل آن توصیف کرد. در این روش بالاترین ضریب موفقیت ۱۳ درصد عنوان شده است. در برخی موارد عدم کنترل بر هسته بارناکی می‌تواند منجر به وقوع سیلاب‌های ویرانگر گردد. از نظر اقتصادی پاشش یدید نقره (به عنوان بهترین راندمان) هنوز مقرون به صرفه نیست.